# 497 Iva
A 497 Iva (ideiglenes jelöléssel 1902 KJ) a Naprendszer kisbolygóövében található aszteroida. Raymond Smith Dugan fedezte fel 1902. november 4-én.